# Nicole Saunier
Pour les articles homonymes, voir Saunier (homonymie).
Nicole Saunier est une monteuse française née le 13 février 1947.

## Filmographie
- 1971 : Sans mobile apparent de Philippe Labro
- 1978 : Sale rêveur de Jean-Marie Périer
- 1980 : Alors heureux ? de Claude Barrois
- 1980 : Les Sous-doués de Claude Zidi
- 1980 : Le Bar du téléphone de Claude Barrois
- 1980 : Inspecteur la Bavure de Claude Zidi
- 1981 : Pourquoi pas nous ? de Michel Berny
- 1982 : Les Sous-doués en vacances de Claude Zidi
- 1983 : Le Bourreau des cœurs de Christian Gion
- 1983 : Banzaï de Claude Zidi
- 1984 : Les Ripoux de Claude Zidi
- 1985 : Les Rois du gag de Claude Zidi
- 1986 : États d'âme de Jacques Fansten
- 1987 : Association de malfaiteurs de Claude Zidi
- 1987 : Fucking Fernand de Gérard Mordillat
- 1988 : Béruchet dit la Boulie de Béruchet
- 1989 : Cher frangin de Gérard Mordillat
- 1989 : Suivez cet avion de Patrice Ambard
- 1989 : Deux de Claude Zidi
- 1990 : Promotion canapé de Didier Kaminka
- 1990 : Ripoux contre ripoux de Claude Zidi
- 1990 : Maman de Romain Goupil
- 1991 : Plaisir d'amour de Nelly Kaplan
- 1991 : La Totale ! de Claude Zidi
- 1992 : Julie Lescaut (série TV) (épisodes Bal masqué et Mort d'un petit soldat)
- 1992 : Vieille canaille  de Gérard Jourd'hui
- 1993 : Le Tronc de Bernard Faroux et Karl Zéro
- 1993 : Profil bas de Claude Zidi
- 1994 : Maigret se trompe  de Joyce Buñuel (TV)
- 1995 : Dans la Cour des grands de Florence Strauss
- 1996 : Ma femme me quitte de Didier Kaminka
- 1997 : Arlette de Claude Zidi
- 1997 : La Cible de Pierre Courrège
- 1997 : Droit dans le mur de Pierre Richard
- 1999 : Astérix et Obélix contre César de Claude Zidi
- 2000 : Salsa de Joyce Buñuel
- 2000 : T'aime de Patrick Sébastien
- 2001 : La Vérité si je mens ! 2 de Thomas Gilou
- 2001 : La Boîte de Claude Zidi
- 2003 : Le Voyage de la grande-duchesse  de Joyce Buñuel (TV)
- 2003 : Ripoux 3 de Claude Zidi
- 2005 : Espace détente de Bruno Solo et Yvan Le Bolloc'h
- 2009 : Désobéir  de Joël Santoni

## Récompense
- 1985 : César du meilleur montage pour Les Ripoux.